# Цзюйцюй Мэнсюнь
Цзюйцюй Мэнсюнь (кит. трад. 沮渠蒙遜, упр. 沮渠蒙逊, пиньинь Jǔqú Mēngxùn, 368—433) — правитель государства Северная Лян.

## Биография

### Молодые годы
Из племени хунну. Родился в 368 году; в это время его родные места находились в составе государства Ранняя Лян. Утверждается, что его предки были джуку-князьями при хуннских шаньюях, и поэтому он стал использовать их титул «джуку» (в китайской озвучке — «цзюйцюй») в качестве фамилии.
В 376 году государство Ранняя Лян было завоёвано государством Ранняя Цинь, а затем в его западной части Люй Гуан провозгласил себя правителем государства Поздняя Лян. В 397 году Люй Гуань отправил своего брата Люй Яня в поход против Западной Цинь, однако западноциньский правитель Цифу Ганьгуй поймал Люй Яня в ловушку и убил. Люй Гуан поверил, что виновниками поражения были служившие помощниками Люй Яня Цзюйцюй Лочоу и Цзюйцюй Цюйчжоу (дяди Цзюйцюй Мэнсюня) и казнил их. Цзюйцюй Мэнсюнь доставил их головы в родные места (на землях современного Чжанъе в провинции Ганьсу), после чего призвал племена хунну восстать против Поздней Лян.
Люй Гуан отправил на подавление восстания своего сына Люй Цзуаня. Поначалу Цзюйцюй Мэнсюнь потерпел поражение и был вынужден бежать в горы, но вскоре к восстанию присоединился его двоюродный брат Цзюйцюй Наньчэн, который осадил административный центр округа Цзянькан. Не получая помощи от Люй Гуана, Дуань Е (глава округа Цзянькан) согласился перейти на сторону восставших, и провозгласил себя «Цзяньканским гуном» (建康公). Так как при этом он ввёл собственное летоисчисление, отказавшись от лянского летоисчисления, то в то время это означало провозглашение независимости. Основную тяжесть государственных дел Дуань Е доверил Цзюйцюй Наньчэну. Одновременно в Гуцзане (столице Поздней Лян) поднял восстание предсказатель Го Нэнь, к которому присоединился генерал Ян Гуй, и Люй Цзуаню пришлось бросать всё и возвращаться в столицу.
Цзюйцюй Мэнсюнь присоединился к Дуань Е, и стал одним из его полководцев. В 398 году Дуань Е направил его против Люй Чуня (племянника Люй Гуана), и Цзюйцюй Мэнсюнь взял его в плен, после чего все города Поздней Лян, лежавшие к западу от Цзянькана, признали власть Дуань Е. После этого Дуань Е дал Цзюйцюй Мэнсюню титул «Линьчиский хоу» (臨池侯).
В 399 году Дуань Е, перенёсший свою столицу в Чжанъе и провозгласивший себя «Лянским князем» (凉王), сделал Цзюйцюй Мэнсюня и Лян Чжунъюна двумя главными министрами своего государства, получившего у историков название «Северная Лян». Люй Цзуань и его брат Люй Шао попытались атаковать Северную Лян, однако по совету Цзюйцюй Мэнсюня Дуань Е не стал вступать с ними в открытый бой, и когда с другой стороны по Поздней Лян нанесло удар государство Южная Лян, то братьям Люй пришлось ретироваться.
В 400 году Дуань Е отправил Цзюйцюй Мэнсюня против восставшего генерала Ван Дэ. Цзюйцюй Мэнсюнь разгромил его, и хотя самому Ван Дэ удалось бежать, Цзюйцйю Мэнсюнь захватил его жену и детей.
В 401 году Дуань Е, ставший опасаться амбиций Цзюйцюй Мэнсюня, заменил его на Ма Цюаня, однако Цзюйцюй Мэнсюнь ложно обвинил Ма Цюаня в предательстве, и поверивший его обвинениям Дуань Е казнил Ма Цюаня. Цзюйцюй Мэнсюнь предложил Цзюйцюй Наньчэну убить Дуань Е и взять власть в свои руки, но тот отказался, и тогда Цзюцюй Мэнсюнь подготовил ловушку для них обоих. Он подстроил так, чтобы Дуань Е казнил Цзюйцюй Наньчэна, а затем поднял людей на восстание против Дуань Е за то, что тот несправедливо казнил Цзюйцюй Наньчэна. Дуань Е был свергнут и казнён, а Цзюйцюй Мэнсюнь стал новым правителем Северной Лян.

### Начало правления
Цзюйцюй Мэнсюнь провозгласил себя «Чжанъеским гуном» (张掖公) и формально признал себя вассалом Яо Сина (императора государства Поздняя Цинь). Однако в это же время он потерял западные области своего государства, вошедшие в состав созданного Ли Гао государства Западная Лян. Напуганный этими событиями, в 402 году Цзюйцюй Мэнсюнь узнав, что Яо Шодэ (дядя Яо Сина) предпринял финальное наступление на Позднюю Лян (под властью правителей которого к этому времени оставалась только столице страны), отправил к нему своего брата Цзюйцюй Жу и чиновника Чжан Цяня, чтобы договориться о сдаче своего государства Яо Сину. Яо Шодэ был доволен таким предложением, однако по возвращении обратно в то время как Чжан Цянь поддержал идею сдачи, Цзюйцюй Жу выступил против этого, и Цзюйцюй Мэнсюнь, казнив Чжан Цяня, предпочёл сохранить статус номинального вассала Поздней Цинь.
Также Цзюйцюй Мэнсюнь попытался заключить мир с Туфа Лилугу, правившим государством Южная Лян. Однако Туфа Лилугу отказался принять в заложники Цзюйцюй Синяня (сына Цзюйцюй Мэнсюня), заявив, что тот ещё слишком мал, и потребовал вместо этого в заложники Цзюйцюй Жу. Цзюйцюй Мэнсюнь поначалу отказался, но потерпев от Туфа Лилугу поражение в битве, был вынужден пойти на удовлетворение требований Южной Лян.
После того, как правитель Поздней Лян Люй Лун покорился Поздней Цинь, он был оставлен в Гуцзане в качестве правителя, отправив членов своего клана заложниками в столицу империи. В 402 году в Гуцзане наступил голод. Узнав об этом, Цзюйцюй Мэнсюнь напал на Гуцзан. Люй Лун был вынужден запросить помощи у Южной Лян, но ещё до того, как она прибыла, Цзюйцюй Мэнсюнь потерпел поражение от Люй Луна, и для заключения мира был вынужден оказать ему помощь продовольствием.
В 403 году государство Поздняя Лян, под реальным контролем которого в результате постоянных нападений Северной Лян и Южной Лян остался лишь столичный город Гуцзан, прекратила своё существование, сдавшись Поздней Цинь. Яо Син перевёл последнего позднелянского правителя Люй Луна с семьёй в Чанъань, и дал ему и его родственникам должности. Узнав об этом, Цзюйцюй Мэнсюнь также отправил своего брата Цзюйцюй Жу в Чанъань, чтобы объявить себя вассалом Поздней Цинь.
В 405 году Ли Гао перенёс столицу в Цзюцюань, чтобы быть поближе к северолянской столице Чжанъе, и начал долгую войну против Северной Лян. Весной 406 года на Северную Лян напал и правитель Южной Лян Туфа Нутань, но Цзюйцюй Мэнсюнь смог удержать Чжанъе. В 407 году Туфа Нутань предпринял новое нападение, но Цзюйцюй Мэнсюнь вновь смог отбиться. Когда в 410 году последовали новые нападения со стороны Южной Лян, то Цзюйцюй Мэнсюнь не только отбил их, но и перешёл в контрнаступление и осадил Гуцзан (куда Туфа Нутань, получив его в 406 году в подарок от Яо Сина, перенёс свою столицу). Жители Гуцзана сдались Цзюйцюй Мэнсюню и Туфа Нутань, вынужденный бороться ещё и с восстанием на юге, заключил мир с Цзюйцюй Мэнсюнем и перенёс столицу в Лэду. Осенью 410 года Цзюйцюй Мэнсюнь атаковал Западную Лян и вынудил Ли Гао также заключить мир.
Весной 411 года, поставив Цзюйцюй Жу во главе Гуцзана, Цзюйцюй Мэнсюнь напал на Южную Лян и осадил Лэду, уйдя только после получения в заложники Туфа Аньчжоу (сына Туфа Нутаня). Туфа Нутань попытался контратаковать, но Цзюйцюй Мэнсюнь отбился, вновь осадил Лэду и вынудил Туфа Нутаня отдать в заложники ещё одного сына — Туфа Жаньганя.
Осенью 411 года Цзюйцюй Мэнсюнь совершил неожиданное нападение на Западную Лян, однако Ли Гао смог отбиться за стенами столицы, а когда Цзюйцюй Мэнсюнь, испытывая трудности с продовольствием, был вынужден отступить к своей столице, отправил за ним своего сына Ли Синя, который одержал крупную победу.
Зимой 412 года Цзюйцюй Мэнсюнь перенёс столицу из Чжанъе в Гуцзан, и провозгласил себя «Хэсиским князем» (河西王).

### Середина правления
В 413 году Цзюйцюй Мэнсюнь объявил своего сына Цзюйцюй Чжэндэ официальным наследником. Летом того же года он отбил очередное нападение Туфа Нутаня, опять безуспешно осадил Лэду, и вновь отступил, взяв в заложники ещё одного сына Туфа Нутаня.
В 414 году Поздняя Цинь уничтожила Южную Лян, после чего начался ряд войн между Северной Лян и государством Западная Цинь. В 416 году два государства заключили между собой мир, и в 418—420 годах Цзюйцюй Мэнсюнь окончательно разгромил Западную Лян и присоединил её земли к своему государству. В 412 году Цзюйцюй Мэнсюнь возобновил войну против Западной Цинь.
В 417 году цзиньский полководец Лю Юй уничтожил государство Поздняя Цинь, а в 420 году сверг цзиньского императора и сел на престол сам, основав южную империю Сун. В 423 году Цзюйцюй Мэнсюнь отправил дань в Сун, а взамен сунский император признал его титул «Хэсиского князя». В этом же году на Северную Лян напали жужани, в боях с которыми погиб Цзюйцюй Чжэндэ, и Цзюйцюй Мэнсюнь назначил официальным наследником другого сына — Цзюйцюй Синго.
В 426 году Западная Цинь предприняла крупное наступление на Северную Лян. Цзюйцюй Мэнсюнь отправил послов в хуннское государство Ся с предложением совместных действий, и под ударами с двух сторон Западная Цинь потерпела серьёзное поражение. В том же году войска Ся потерпели крупное поражение от войск государства Северная Вэй, и Цзюйцюй Мэнсюнь отправил послов в Северную Вэй с предложением вассалитета.
В 428 году скончался Цифу Чипань, правитель Западной Цинь. Его наследник Цифу Мумо, стремясь достичь мира, вернул генерала Цзюйцюй Чэнду, взятого в плен ещё в 422 году. Мирное соглашение было заключено, однако всего через несколько месяцев Цзюйцюй Мэнсюнь возобновил нападения на Западную Цинь.

### Последние годы
В 429 году Цзюйцюй Мэнсюнь предпринял ещё одно крупное нападение на Западную Цинь, однако в ходе боёв его сын и наследник Цзюйцюй Синго попал в плен, и войскам Северной Лян пришлось отступить. Цзюйцюй Мэнсюнь предложил выкупить сына, но Цифу Мумо ответил отказом, и тогда Цзюйцюй Мэнсюнь объявил официальным наследником Цзюйцюй Пути — младшего брата Цзюйцюй Синго от той же матери.
В 431 году государство Ся уничтожило Западную Цинь, но в том же году само было уничтожено Северной Вэй. Так как теперь Северная Лян граничила непосредственно с Северной Вэй, Цзюйцюй Мэнсюнь, чтобы продемонстрировать свою лояльность, отправил в Северную Вэй заложником своего сына Цзюйцюй Аньчжоу. В ответ вэйский император прислал сановника Ли Шуня, который от имени вэйского императора вручил ряд высоких титулов, включая титул Лянского князя (涼王) для Цзюйцюй Мэнсюня.
В 433 году Цзюйцюй Мэнсюнь заболел, и его сановники смогли убедить его, что Цзюйцюй Пути ещё слишком мал, чтобы быть наследником. Новым наследником был объявлен Цзюйцюй Муцзянь, который и взошёл на престол после смерти Цзюйцюй Мэнсюня.